# 特拉維斯·范文克
特拉維斯·范文克（英語：Travis Van Winkle，1982年11月4日—） 是美國的一位演員。他出生在加利福尼亞。文克首次出演電視是在2004年12月的一檔福斯情景喜劇上。他也出演南國醫戀等電視劇。

## 外部連結
- 特拉維斯·范文克在互联网电影资料库（IMDb）上的資料（英文）
- . AMC. October 7, 2008  [2015-07-05]. （原始内容存档于2014-07-14）.
- . ShowbizJunkies. August 1, 2014  [2015-07-05]. （原始内容存档于2021-01-28）.
- . Fearnet.   [2015-07-05]. （原始内容存档于2014-07-14）.